# テュフ・ラインランド
テュフ・ラインランド（ドイツ語：TÜV Rheinland）とは、技術、安全、証明サービスに関する認証を行う企業。認証企業としては世界第7位 の規模を持つ（1位はSGS）。1872年に設立され、ドイツのケルンに本部を置く。69ヶ国に19,320人を雇用し、17億ユーロ（うちドイツ国外で40%）の収入がある。グループの方針は人、テクノロジー、環境（これらが会社ロゴの三角形に象徴される）の間での相互作用が生じている難題に対処するため、安全と品質に関する継続した開発を行うこととしている。

## キービジネス領域
テュフ・ラインランドは、2500以上のサービスを世界各国で42の事業分野に展開している。
これらは主に6つの事業分類で成り立ち、第三者認証機関として、さまざまな製品やサービスの検査や認証を行っている。
- 工業サービス（TÜV Rheinland Industrie Service）
- 輸送機関　-自動車など（TÜV Rheinland Mobilität）
- 製品安全（TÜV Rheinland Produkte）
- ライフケア、トレーニング（Academy and Life Care）
- ITとコンサルティング (ICT and Business Solutions)
- システム（Systeme）

テストの領域は、消費財の他に自動車、産業設備、およびプラントを含む。例えば、消費財をテュフ・ラインランドによってドイツのGSマークのルールに従ってテスト・保障をさせることができる。テュフ・ラインランドは太陽光発電のアセスメントや保障のみならず、玩具や家具のテストの領域でも世界的なリーダーである。他に（ISO 9000による）管理システムの保障や、（製品の輸入と輸出を効率化する）市場アクセスに関するサービスを行っている。
日本では技術基準適合認定（2002年8月より）

および技術基準適合証明（2003年10月より）

を実施していることでも知られる。
技術基準適合認定番号（設計認証番号を含む。）および技術基準適合証明番号（工事設計認証番号を含む。）で認証機関を表す記号はともに005

である。

## 歴史
テュフ・ラインランドグループは、地域的なテスト組織から国際的な技術サービスの供給者への成長した歴史を持つ。今日、グループは62か国でそして42のビジネス分野で活動している。その歴史は1872年、起業家のグループがDampfkessel-Überwachungs-Vereine（蒸気ボイラー調査団）を設立したときにさかのぼることができる。DÜVの目的は、その時代に内在していた問題である蒸気ボイラーの技術の安全を保障することであった。
- 1872年 バルメンやエルバーフェルトにて、生産設備の安全を保障することを目的としてDampfkessel-Uberwachungs-Vereineが設立された。当局はすぐに必須の検査を実行することを認めた。
- 1877年 80人以上の蒸気ボイラーが参加し、Rheinischer Dampfkessel-Überwachungsverein（DÜV） Cöln-Düsseldorfを作った。
- 1900年 自動車の検査を初めて行い、運転免許のテストを行った。
- 1918年 採掘とエネルギー分野での安全性検査に業務を拡大した。
- 1936年 DÜVはTÜV - Technische Überwachungsvereine（技術検査組織）となり、Rheinischer DÜVはテュフ・ケルンとなった。
- 1962年 テュフ・ケルンがテュフ・ラインランドに改名された。このとき6ヶ所のオフィスに600人の従業員がいた。
- 1967年 ドイツ国内の最初の子会社の設立。
- 1970年 ドイツ国外の最初の子会社の設立。
- 1992年 企業グループの活動を監督するために、持ち株会社テュフ・ラインランド・ホールディングが設立された。
- 1997年 テュフ・ベルリン-ブランデンブルクとテュフ・ラインランドが合併し、テュフ・ラインランド・ベルリン-ブランデンブルクになった。
- 2003年 テュフ・ラインランド・ベルリン-ブランデンブルクとテュフ・プファルツが合併しテュフ・ラインランド・ベルリン・ブランデンブルク・プファルツとなり、後にテュフ・ラインランドグループとなった。
- 2004年 企業グループのリストラクチャリングを行い、テュフ・ラインランド・ホールディングの下に集中させた。
- 2005年 主要な2つのテスト機関をハンガリーに持つLGAを統合。
- 2006年 国連グローバル・コンパクトに加入。ブラジルの2つの主要なテスト機関を統合し、テュフ・ラインランド・ド・ブラジルとする。
- 2007年 オーストラリアに子会社が設立され、すべての大陸にテュフ・ラインランドグループの自身または子会社のオフィスが存在することとなった。

## 近年取得した会社
- アグロイソラブ（ドイツ）
- ドゥクトルSA（ブラジル）
- LGA（ドイツ）
- MBVMI（ハンガリー）
- MEEI（ハンガリー）

## クライアント（抜粋）
- アディダス
- ウォルト・ディズニー・カンパニー
- ナイキ
- 富士フイルムビジネスイノベーション
- 日立製作所
- イケア
- 華為技術
- フォックスコン
- 聯想集団
- シーメンス
- 群創光電
- プラス
- オリンパス
- 中興通訊
- NVIDIA
- ティッセンクルップ
- ハネウェル

## ベルリンの壁
日本法人であるテュフ・ラインランド・ジャパン株式会社テクノロジーセンターの敷地内（神奈川県横浜市都筑区）に、en:Thierry Noirがペイントをしたベルリンの壁の一部が設置されている。